# Hodzana
La rivière Hodzana est un cours d'eau d'Alaska, aux États-Unis située dans la  région de recensement de Yukon-Koyukuk. C'est un affluent  du fleuve Yukon.

## Description
Longue de 125 milles (201 km), elle coule en direction du sud-est et se jette dans le fleuve Yukon, à 12 milles (19 km) au sud-ouest de Beaver.
Son nom indien, signifiant castor mâle, a été référencé en 1899.

## Sources
- (en) « Hodzana », Geographic Names Information System